# Олівер Лодж
Сер О́лівер Джо́зеф Лодж (англ. Sir Oliver Joseph Lodge; 12 червня 1851 — 22 серпня 1940) — англійський фізик і винахідник, один із піонерів радіо.
Був старшим з восьми синів в сім'ї торговця пластичною глиною (сировина для кераміки). Середню освіту здобув у школі Адамса. Отримав ступінь бакалавра (1875) і доктора (1877) Лондонського університету. З 1881 — професор фізики і математики в Університетському коледжі Ліверпуля. У 1899—1901 роках Олівер Джозеф Лодж був президентом Лондонського товариства фізиків. З 1900 — директор знову відкритого Бірмінгемського університету. У 1902 проведений в лицарі. У 1919 році вийшов на пенсію.
14 серпня 1894 року в Оксфордському університеті Олівер Лодж та Александер Міргед[en] вперше в світі демонстрували радіотелеграфію. Передавання здійснювалась азбукою Морзе на відстані 40 (55) м. Лодж повідомив, що чутливості приймача достатньо для зв'язку на відстані в півмилі, якщо не заважатимуть близькі розряди блискавок. Використовувався  іскровий передавач Герца, виконаний на індукторній котушці Румкорфа. Приймач складався з антени, батареї, гальванометра, реле, когерера. Гальванометр був корабельного типу, призначений для відображення азбуки Морзе при дротовому телеграфі. Когерер складався із  скляної трубки, заповненої металевими ошурками (радіокондуктор, трубка Бранлі), які для відновлення чутливості до «хвиль Герца» слід періодично струшувати. Для цієї мети Лодж  використовував електричний дзвінок або механізм з молоточком (власне, цій комбінації трубки з «струшувачем» Лодж і дав назву «когерер»).  Однак подальших досліджень в області практичного застосування своїх напрацювань Лодж не повів. Надалі Олександр Попов і Гульєльмо Марконі вдосконалювали приймач Лоджа.